# Franciszek Ksawery Dmochowski
Franciszek Ksawery Dmochowski (Podlachia, 2 dicembre 1762 – Varsavia, 20 giugno 1808) è stato uno scrittore, poeta e traduttore polacco.

## Biografia
Dmochowski nacque a Podlachia da una famiglia della nobiltà polacca minore, frequentò le scuole gesuite e scolopiche a Drohiczyn, poi nel 1778 a Podolínec. Dopo il noviziato fu ammesso all'Ordine degli Scolopi nel 1778, dove restò membro dal 1778 al 1789.
Incominciò la sua attività di insegnante nelle scuole scolopiche di Radom, poi fu trasferito a Varsavia nel 1785. Dal 1786 al 1788 insegnò latino nel collegio di Łomża, poi a Radom e infine a Varsavia, dove conobbe Hugo Kołłątaj, con il quale emigrò in Sassonia al tempo della Confederazione Targowica per collaborare alla preparazione della rivolta di Kościuszko (1794).
Nel marzo 1794 organizzò il pronunciamento di Tadeusz Kościuszko a Cracovia. Durante gli anni dell'insurrezione fu redattore della Gazeta Wolna Warszawska e della Gazeta Rządowa, diventando un leader del Dipartimento dell'Istruzione Nazionale.
Dopo la sconfitta dell'insurrezione partì per Venezia, quindi si trasferì a Parigi.
Successivamente riuscì a rientrare a Varsavia nel 1799 e dopo la sua conversione al protestantesimo sposò Izabela Mikorowska.
Fu uno dei fondatori della Società degli amici della scienza e dal 1801 al 1805 fu redattore del Nowy Pamiętnik Warszawski.
La sua opera più significativa e la più nota risultò essere la Arte poetica (Sztuka rymotwòrcza, 1788), poema in quattro canti liberamente ispirato da L'art poetique di Boileau, adattato all'ambiente polacco contemporaneo e dove talvolta l'autore assunse un tono polemico nei riguardi dell'opera originale francese. Il pensiero di Dmochowski era che il poeta non doveva limitarsi a copiare gli esempi antichi, ma deve essere capace di creare nuovi modelli in base allo spirito contemporaneo.
Come traduttore si impegnò con l'Iliade, l'Odissea e l'Eneide, oltre che con opere di Orazio, Tibullo e Properzio.
Nel 1826 diede alle stampe Vite degli uomini dotti (Zywoty wczonych mężòw), dedicata alla figura di studiosi e scienziati polacchi.

## Opere

### Traduzioni
- Opere di Omero, Virgilio, Orazio, Tibullo, Properzio.

### Originali
- Arte poetica (Sztuka rymotwòrcza, 1788);
- Vite degli uomini dotti (Zywoty wczonych mężòw, 1826).